# Modliborzyce (gemeente)
De gemeente Modliborzyce is een landgemeente in het Poolse woiwodschap Lublin, in powiat Janowski.
De zetel van de gemeente is in Modliborzyce.
Op 30 juni 2004 telde de gemeente 7311 inwoners.

## Oppervlakte gegevens
In 2002 bedroeg de totale oppervlakte van gemeente Modliborzyce 153,15 km², waarvan:
- agrarisch gebied: 55%
- bossen: 36%

De gemeente beslaat 17,5% van de totale oppervlakte van de powiat.

## Demografie
Stand op 30 juni 2004:
| Omschrijving                   | Totaal | Totaal | Vrouwen | Vrouwen | Mannen | Mannen |
| ------------------------------ | ------ | ------ | ------- | ------- | ------ | ------ |
| eenheid                        | aantal | %      | aantal  | %       | aantal | %      |
| inwoners                       | 7311   | 100    | 3682    | 50,4    | 3629   | 49,6   |
| bevolkingsdichtheid (inw./km²) | 47,7   | 47,7   | 24      | 24      | 23,7   | 23,7   |

In 2002 bedroeg het gemiddelde inkomen per inwoner 1216,4 zł.

## Administratieve plaatsen (sołectwo)
Antolin, Bilsko, Brzeziny, Ciechocin, Dąbie, Felinów, Gwizdów-Kalenne, Kolonia Zamek, Lute, Majdan-Świnki, Michałówka, Modliborzyce, Pasieka, Słupie, Stojeszyn Drugi, Stojeszyn Pierwszy, Węgliska, Wierzchowiska Drugie, Wierzchowiska Pierwsze, Wolica Pierwsza, Wolica Druga, Wolica-Kolonia, Zarajec.

## Aangrenzende gemeenten
Batorz, Godziszów, Janów Lubelski, Potok Wielki, Pysznica, Szastarka